# La Guérinière
La Guérinière ist eine französische Gemeinde mit 1.335 Einwohnern (Stand: 1. Januar 2022) im Département Vendée der Region Pays de la Loire. La Guérinière gehört zum Arrondissement Les Sables-d’Olonne und zum Kanton Saint-Jean-de-Monts (bis 2015: Kanton Noirmoutier-en-l’Île). Die Einwohner werden Guernerins genannt.

## Geografie
La Guérinière liegt inmitten der Île de Noirmoutier im Atlantik. Im Norden und Nordwesten von La Guérinière liegt die Nachbargemeinde L’Épine und im Osten und Südosten die Gemeinde Barbâtre. 
| Bevölkerungsentwicklung   | Bevölkerungsentwicklung | Bevölkerungsentwicklung | Bevölkerungsentwicklung | Bevölkerungsentwicklung | Bevölkerungsentwicklung | Bevölkerungsentwicklung | Bevölkerungsentwicklung | Bevölkerungsentwicklung |
| ------------------------- | ----------------------- | ----------------------- | ----------------------- | ----------------------- | ----------------------- | ----------------------- | ----------------------- | ----------------------- |
| Jahr                      | 1962                    | 1968                    | 1975                    | 1982                    | 1990                    | 1999                    | 2006                    | 2012                    |
| Einwohner                 | 1295                    | 1162                    | 1312                    | 1305                    | 1402                    | 1486                    | 1543                    | 1430                    |
| Quelle: Cassini und INSEE |                         |                         |                         |                         |                         |                         |                         |                         |

## Sehenswürdigkeiten
- Kirche Mariä Geburt (Église de la Nativité-de-la-Sainte-Vierge)
- Strand und Salzwiesen